# Panzerkampfwagen IV

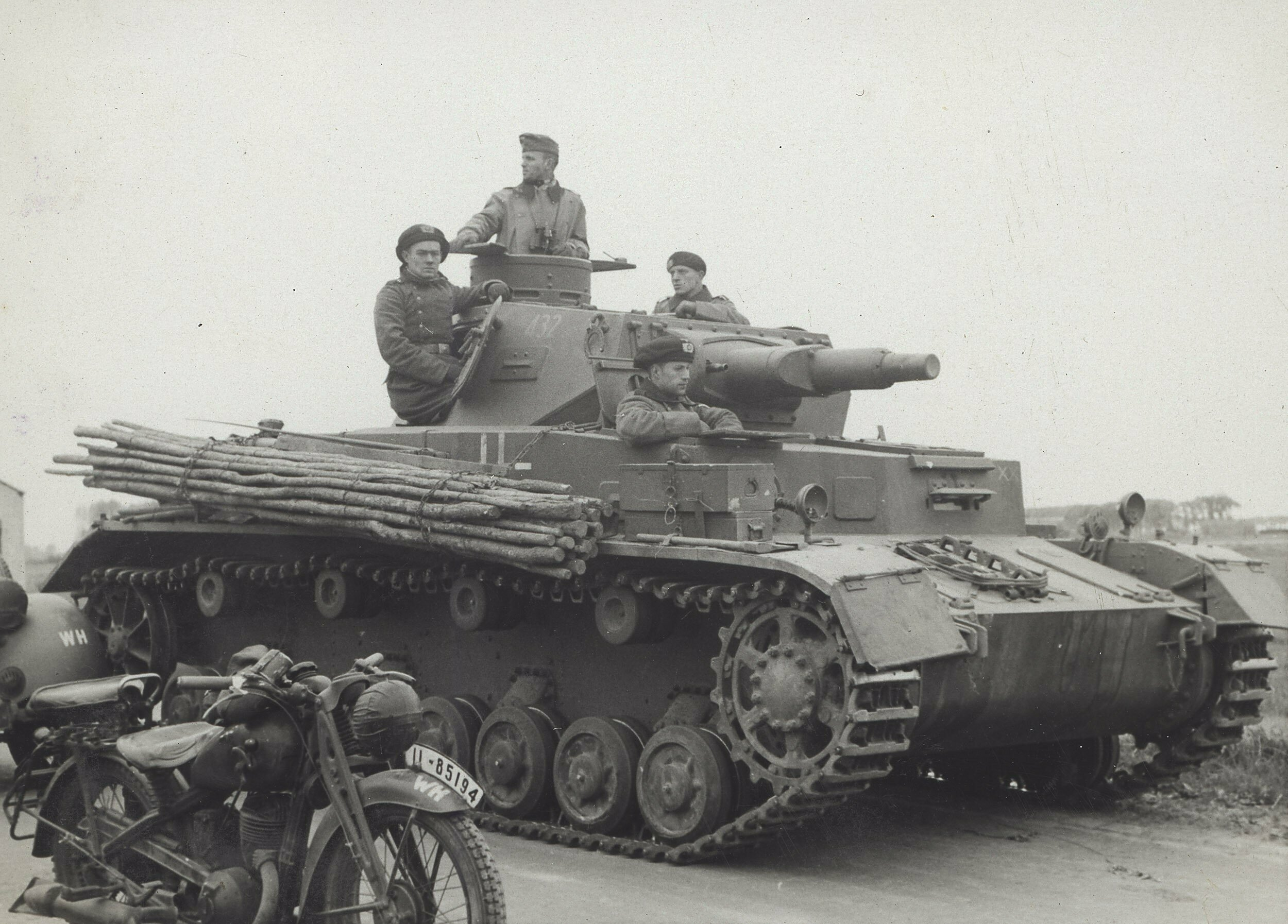
Um Panzer IV Ausf. A em 1940.

O Sd.Kfz. 161 Panzerkampfwagen IV ou Panzer IV foi um tanque médio projetado na Alemanha.
Numericamente, foi o carro de combate mais importante  empregado pelas forças alemãs durante a Segunda Guerra Mundial.
Foi produzido até o final da guerra, pois não foi desenvolvido um veículo economicamente viável que pudesse substituí-lo. Inicialmente, o modelo Panzer IV foi desenvolvido como veículo de apoio para a infantaria, com um canhão de 75 mm de cano curto, adequado para disparar munição explosiva, mas incapaz de disparar contra a blindagem de outros carros de combate.
Quando a Alemanha invadiu a União Soviética em 1941, o Panzer IV era o maior tanque alemão, mas não tinha como se defender contra os tanques soviéticos como o T-34 e o KV-1.
Rapidamente foi necessário desenvolver versões mais capazes, que receberam mais blindagem e, principalmente, um novo armamento constituído por um canhão de calibre idêntico, mas de cano longo, que finalmente tinha capacidade para enfrentar em condições de igualdade o T-34, mas ainda com deficiência em algumas partes em comparação ao tanque soviético.
O seu chassi foi empregado no desenvolvimento de inúmeros veículos blindados, indo desde blindados de reparo a veículos blindados antiaéreos. O Panzer IV, assim como vários outros modelos alemães, britânicos, americanos e soviéticos, sofreu diversas modificações ao longo da guerra, ganhando inúmeras variantes. As primeiras versões eram armadas com canhões de cano curto de 75 mm, e eram destinadas a apoio à infantaria (o tanque foi inicialmente feito para esse propósito), mas começou a ser estudada uma modificação de emergência quando  Adolf Hitler viu os tanques franceses e britânicos destruídos durante a invasão da França em Maio-Junho de 1940. Novos modelos foram estudados e estudou-se a reconversão dos modelos existentes para receber novos canhões de 75 mm mais adequados para combater outros blindados.
Mais tarde, as peças de cano curto de 75 mm seriam aproveitadas para colocar nos carros  Panzer III, uma vez que ele se provou ineficaz contra o T-34 e foi relegado a apoio a infantaria.
Foram fabricadas quase 9.000 unidades entre todas as versões.